# Pocoata (gemeente)
Pocoata is een gemeente (municipio) in de Boliviaanse provincie Chayanta in het departement Potosí. De gemeente telt naar schatting 30.324 inwoners (2018). De hoofdplaats is Pocoata.